# Turniej o Puchar Burmistrza Rawicza 2005
Puchar Burmistrza Rawicza 2005 – turniej żużlowy, rozegrany po raz 11. w Rawiczu indywidualnie i drużynowo, w którym zwyciężyła drużyna Czerwona, natomiast indywidualny turniej wygrał Piotr Świderski. Turniej był równocześnie Memoriałem Jerzego Zelka.

## Drużynowo
- Rawicz, 18 września 2005
- Sędzia: Leszek Demski

| Miejsce | Kraje               | Suma | Zawodnicy                                                                                            | Pkt.        | Pkt bieg.                                    |
| ------- | ------------------- | ---- | --- | ----------- | -------------------------------------------- |
| 1       | Drużyna "Czerwona"  | 37   | Piotr Dym Piotr Świderski Robert Miśkowiak Ronnie Jamroży                                            | 10 10 9 8   | (2,2,3,3) (2,2,3,3) (d,3,3,3) (1,3,3,1)      |
| 2       | Drużyna "Żółta"     | 28   | Adam Skórnicki Andrzej Huszcza Jordan Jurczyński Marcin Jankowski                                    | 9 8 7 4     | (3,3,2,1) (2,3,1,2) (0,2,2,3) (1,1,2,d)      |
| 3       | Drużyna "Biała"     | 17   | Tomasz Jędrzejak Adrian Gomólski Marcin Bzdęga Łukasz Romanek Krzysztof Nowacki rez. Marcin Kędziora | 9 5 2 0 1 0 | (3,2,2,2) (3,0,1,1) (2,d,d,0) (0,ns) (1) (d) |
| 4       | Drużyna "Niebieska" | 14   | Daniel Jeleniewski Dawid Cieślewicz Zbigniew Suchecki Marcin Nowaczyk                                | 2 1 6 5     | (0,1,1,d) (1,d,d,d) (3,1,wu,2) (1,1,1,2)     |

## Indywidualny
W biegu XVII pojechali najlepsi zawodnicy z drużyny czerwonej i białej, oraz zawodnicy drudzy w drużynach niebieskiej i żółtej. W biegu XVIII jechali najlepsi zawodnicy z drużyny niebieskiej i żółtej oraz zawodnicy drudzy w drużynach czerwonej i białej. W biegu XIX uczestniczyli najsłabsi  zawodnicy z każdej drużyny, natomiast w biegu XX trzeci zawodnicy z każdej drużyny. W biegu XXI startowali zawodnicy którzy zajęli miejsca 3,4 w półfinałach, natomiast w finale zwycięzcy półfinałów.

### Półfinały
| Miejsce | Zawodnik         | Klub         |
| ------- | ---------------- | ------------ |
| 1       | Piotr Świderski  | Wrocław      |
| 2       | Rafał Okoniewski | Zielona Góra |
| 3       | Piotr Dym        | Równe        |
| 4       | Adam Skórnicki   | Poznań       |

### 2. półfinał
| Miejsce | Zawodnik         | Klub         |
| ------- | ---------------- | ------------ |
| 1       | Andrzej Huszcza  | Zielona Góra |
| 2       | Marcin Nowaczyk  | Zielona Góra |
| 3       | Tomasz Jędrzejak | Ostrów Wlkp. |
| 4       | Piotr Dym        | Ostrów Wlkp. |

### o miejsca 13-16
| Miejsce | Zawodnik          | Klub    |
| ------- | ----------------- | ------- |
| 13      | Marcin Jankowski  | Rawicz  |
| 14      | Dawid Cieślewicz  | Gniezno |
| 15      | Krzysztof Nowacki | Rawicz  |
| 16      | Roni Jamroży      | Wrocław |

### o miejsca 9-12
| Miejsce | Zawodnik           | Klub    |
| ------- | ------------------ | ------- |
| 9       | Robert Miśkowiak   | Wrocław |
| 10      | Jordan Jurczyński  | Łódź    |
| 11      | Daniel Jeleniewski | Lublin  |
| 12      | Marcin Bzdęga      | Rawicz  |

### o miejsca 5-8
| Miejsce | Zawodnik         | Klub         |
| ------- | ---------------- | ------------ |
| 5       | Tomasz Jędrzejak | Ostrów Wlkp. |
| 6       | Adam Skórnicki   | Leszno       |
| 7       | Piotr Dym        | Ostrów Wlkp. |
| 8       | Adrian Gomólski  | Gniezno      |

### Finał
| Miejsce | Zawodnik          | Klub         |
| ------- | ----------------- | ------------ |
| 1       | Piotr Świderski   | Wrocław      |
| 2       | Andrzej Huszcza   | Zielona Góra |
| 3       | Zbigniew Suchecki | Zielona Góra |
| 4       | Marcin Nowaczyk   | Zielona Góra |

### Klasyfikacja końcowa
| Miejsce | Zawodnik           | Klub         |
| ------- | ------------------ | ------------ |
| złoto   | Piotr Świderski    | Wrocław      |
| srebro  | Andrzej Huszcza    | Zielona Góra |
| brąz    | Zbigniew Suchecki  | Zielona Góra |
| 4       | Marcin Nowaczyk    | Zielona Góra |
| 5       | Tomasz Jędrzejak   | Ostrów Wlkp. |
| 6       | Adam Skórnicki     | Leszno       |
| 7       | Piotr Dym          | Ostrów Wlkp. |
| 8       | Adrian Gomólski    | Gniezno      |
| 9       | Robert Miśkowiak   | Wrocław      |
| 10      | Jordan Jurczyński  | Łódź         |
| 11      | Daniel Jeleniewski | Lublin       |
| 12      | Marcin Bzdęga      | Rawicz       |
| 13      | Marcin Jankowski   | Rawicz       |
| 14      | Dawid Cieślewicz   | Gniezno      |
| 15      | Krzysztof Nowacki  | Rawicz       |
| 16      | Roni Jamroży       | Wrocław      |
| 17      | Łukasz Romanek     | Rybnik       |
| 18      | Marcin Kędziora    | Rawicz       |